# Kadżaran
Kadżaran – miasto w Armenii, w prowincji Sjunik. Według danych szacunkowych na rok 2022 liczy ok. 6800 mieszkańców. Ośrodek górnictwa miedzi.